# 丹麦路德会
丹麦路德会差会（英语：Danish Missionary Society，丹麦语：Danske Missions-Selskab）是丹麦的一个路德宗传教机构。

## 在中国
1893年，丹麦路德会差会派遣传教士来到中国，1890年代建立4个传教站：旅顺（1896年）、大孤山（1898年）、岫岩县（1898年）、凤凰城（1899年）。1900年代4个传教站：安东（丹东，1902年）、宽甸（1906年）、怀仁（1909年）、大连（1910年）。1910年代又增设4个传教站：北团林子（1911年）、哈尔滨（1912年）、伯都讷（新城府，1917年）、奉天、锦州。
1919年，丹麦路德会差会在中国东北传教士55人，受餐信徒1405人。